# Albański raj
Albański raj – utwór polskiego zespołu pop-rapowego Gang Albanii wydany 23 marca 2015 roku przez wytwórnię Step Records pochodzący z albumu Królowie Życia.
Nagranie uzyskało status diamentowej płyty (2016). Utwór zdobył ponad 56 milionów wyświetleń w serwisie YouTube (2022) oraz ponad 4 miliony odsłuchań w serwisie Spotify (2022).
Za produkcję utworu odpowiadał Rozbójnik Alibaba.

## Twórcy
- Tomasz „Borixon” Borycki – wokal, słowa[2]
- Paweł „Popek” Mikołajuw – wokal, słowa[2]
- Robert „Rozbójnik Alibaba” Mączyński – producent[2][6]